# Gitterspolsnäcka
Gitterspolsnäcka (Clausilia dubia) är en snäckart som beskrevs av Draparnaud 1805. Gitterspolsnäcka ingår i släktet Clausilia, och familjen spolsnäckor. Enligt den finländska rödlistan är arten akut hotad i Finland. Enligt den svenska rödlistan är arten nära hotad i Sverige. Arten förekommer i Götaland och Svealand samt tillfälligtvis även i Övre Norrland. Artens livsmiljö är lundskogar.